# 高野信治
高野 信治（たかの のぶはる、1957年 - ）は、日本の日本史学者。九州大学教授。日本近世史専攻。

## 来歴
佐賀県佐賀市生まれ。1985年九州大学大学院文学研究科博士後期課程退学、九州大学助手、1989年福岡工業大学助教授、1991年九州大学比較社会文化研究院助教授、教授。1995年「近世大名家臣団の研究 -鍋島佐賀藩を素材に」で九大博士（文学）。

## 著書
- 『近世大名家臣団と領主制』吉川弘文館、1997　ISBN　9784642033336、オンデマンド版　2017 ISBN　9784642733335
- 『藩国と藩輔の構図』名著出版、2002
- 『近世領主支配と地域社会』校倉書房 歴史科学叢書、2009
- 『大名の相貌 時代性とイメージ化』清文堂出版・シリーズ士の系譜、2014
- 『武士の奉公本音と建前 江戸時代の出世と処世術』吉川弘文館 歴史文化ライブラリー、2015 ISBN　9784642057936
- 『近世政治社会への視座 〈批評〉で編む秩序・武士・地域・宗教論』清文堂出版、2017
- 『武士神格化の研究』吉川弘文館、2018 ISBN　9784642034821
- 『神になった武士　平将門から西郷隆盛まで』吉川弘文館 歴史文化ライブラリー、2022 ISBN　	9784642059466

共編
- 『近世社会と知行制』J.F.モリス、白川部達夫共編 思文閣出版、1999

## 参考
- J-GLOBAL
- [ISBN 978-4-626-01666-9]